# رابطة الفحم العالمية
رابطة الفحم العالمية (بالإنجليزية: World Coal Association) هي مؤسسة دولية غير حكومية وغير ربحية تتخذ من لندن مقرًا لها، أنشأت لدعم وتمثيل صناعة الفحم في العالم. كانت الرابطة تسمى سابقًا معهد الفحم العالمي (بالإنجليزية: World Coal Institute)، تم تغير اسمها في شهر نوفمبر عام 2010. تتعهد الرابطة بعمل ضغط سياسي عالمي على صناع الفحم، وتقوم بينظم ورش عمل لهذا الغرض، كما تتعهد الرابطة بتقديم معلومات دورية عن الفحم لصناع القرار في اناقشات الطاقة والسياسة البيئية وإلى القائمين على بحوث الدولية، فضلا عن ذلك تقوم الرابطة بتزويد المعلومات إلى المنظمات العامة والتعليمية العامة عن القضايا التي تحيط باستخدام الفحم، زالتي تعزز تكنولوجيات الفحم النظيفة.
شاركت الرابطة في عدد من اجتماعات الأمم المتحدة وورش عمل وكالة الطاقة الدولية. أهم حضورها التمثيلي مشاركتها في لجنة الأمم المتحدة للتنمية المستدامة، واتفاقية الأمم المتحدة الإطارية بشأن تغير المناخ، والفريق العامل في وكالة الوقود الأحفوري، والمجلس الاستشاري وكالة الطاقة الدولية لصناعة الفحم. وهي جزء من المنتدى القيادي لعزل الكربون.

## أهداف المعهد
- إعطاء صوت لصناعة الفحم في مناقشات السياسات الدولية في مجال الطاقة والبيئة.
- التعريف بمزايا وأهمية الفحم كمصدر للوقود الأساسي لتوليد الكهرباء.
- فهم الدور الهام الذي يلعبه الفحم في إنتاج الصلب في العالم.
- دعم القطاعات الأخرى في صناعة الفحم العالمية في التأكيد على أهمية الفحم كمصدر وفير نظيف وآمن واقتصادي للطاقة.
- تعزيز مزايا الفحم، وتحسين صورته كوقود نظيف وفعال، ضرورته لتوليد الكهرباء في العالم.